# KV56
KV56 (Kings’ Valley no. 56) ist das altägyptische Grab mit der Nummer 56 im Tal der Könige. Der Grabinhaber ist unbekannt. Eine exakte Datierung ist nicht möglich, allerdings wurde es zur Zeit des Neuen Reiches (19. Dynastie) benutzt. KV56 ist auch als „Goldgrab“ (Gold Tomb) bekannt, da das Grab die bedeutendste, jemals in Ägypten gefundene Schmucksammlung aus der 19. Dynastie enthielt.

## Entdeckung und Ausgrabung
Die Entdeckung und Ausgrabung erfolgte 1908 von Edward R. Ayrton für Theodore M. Davis. Publiziert wurden die Ergebnisse 1908 von Davis in The Tomb of Siptah, the Monkey Tomb, and the Gold Tomb. Im Rahmen des The Amarna Royal Tombs Project (ARTP) wurden von 1998 bis 2002 unter Nicholas Reeves erneute Ausgrabungsarbeiten durchgeführt.

## Architektur und Funde

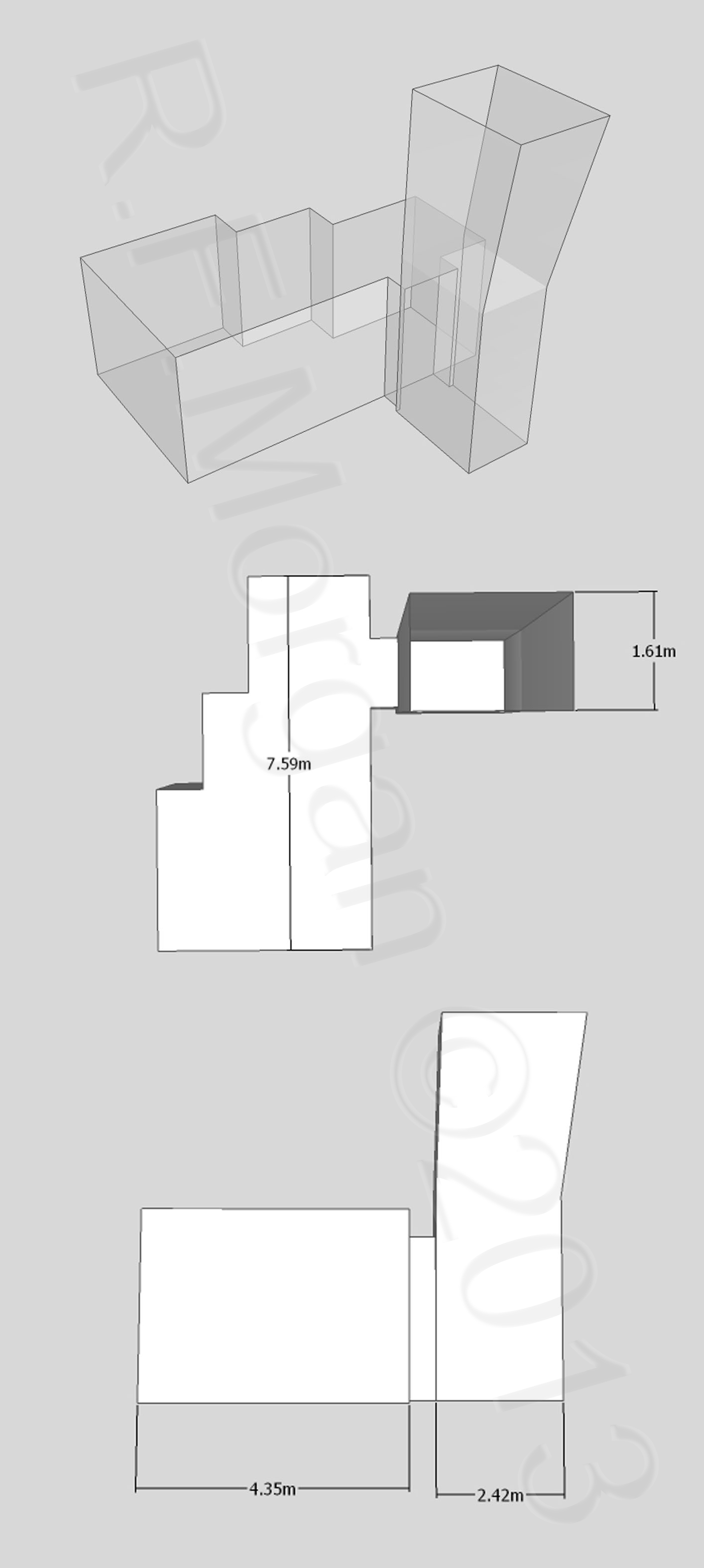
Isometrische Darstellung, Grundriss und Schnittzeichnung des Grabes

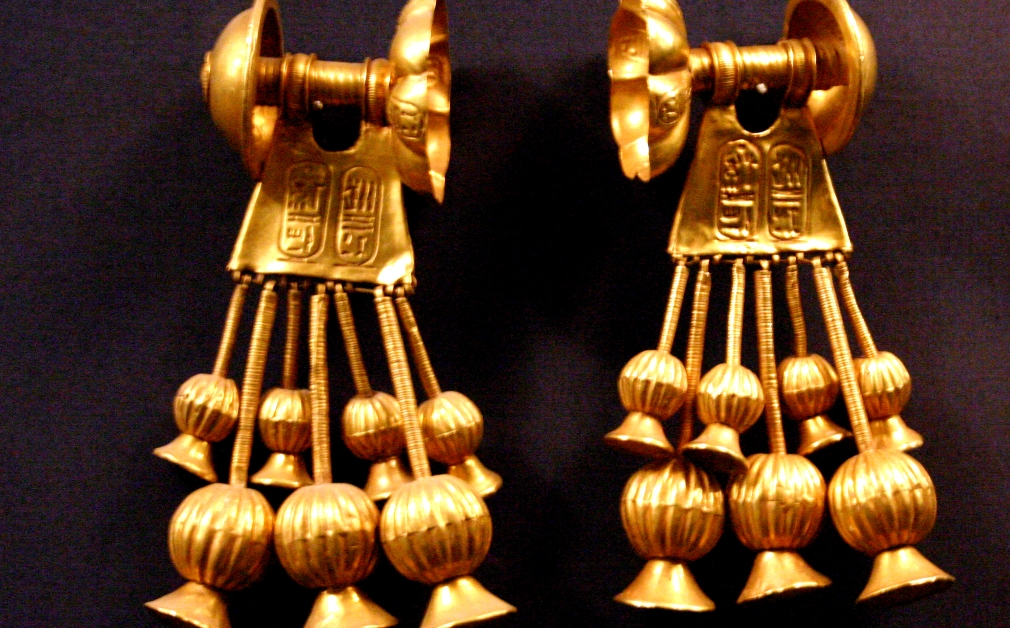
Goldene Ohrringe mit den Namen Sethos II. (Ägyptisches Museum Kairo, JE 39675)

Das unfertige Grab verfügt über einen tiefen Eingangsschacht und eine einzige, undekorierte Kammer, die eine Größe von 34,6 m² hat. Eine Zuordnung zu einem bestimmten Grabtypus ist aufgrund der Bauweise und Funde schwierig: Einerseits ist fraglich, ob es sich überhaupt um ein Grab handelt, andererseits wird vermutet, KV56 könnte vielleicht ein Königsgrab sein.
Die Schmuckfunde, die Ayrton in KV56 machte, gehören zu den schönsten, die im Tal der Könige gefunden wurden. Darunter waren mehrere Ringe, Armbänder, einige Halsbandornamente sowie Amulette, ein Diadem, ein Paar silberne Handschuhe, eine silberne Sandale sowie Ohrringe. Es ist deshalb auch als das „Goldgrab“ bekannt. Es enthielt jedoch auch Gefäße und Bestattungsutensilien, Anteile an Goldfolie sowie Stücke von Stuck, die vielleicht von einem Sarg stammen.

## Deutungen
Das Grab enthielt Objekte mit den Namen von Königin Tausret und König (Pharao) Sethos II. Gaston Maspero schloss daraus, dass es sich bei KV56 um ein Versteck handelte, in das die Gegenstände aus dem Grab der Tausret (KV14) gebracht wurden, bevor dieses von Sethnacht usurpiert worden war. Gemäß Nicholas Reeves präsentierte Cyril Aldred jedoch eine wesentlich „fantasievollere“ Interpretation: „KV56 sei ein letztlich intaktes Grab“, in dem die etwa „einen halben Zoll dicke und rund vier Quadratfuß bedeckende Schicht aus zerbrochenem Stuck und Blattgold“ die „allerletzten Überreste eines völlig vermoderten Sargs darstelle.“ Aldred zufolge handele es sich bei den silbernen Handschuhen um Hüllen für die Hände der Mumie. Die Funde von Blattgold und zerbrochenem Stuck hielt er für Teile eines Sarges und mutmaßte deshalb, das Grab sei das eines Kindes von Tausret und Sethos II., das während der Regierungszeit von Sethos II. beigesetzt worden war. Peter A. Clayton bezeichnet den Goldschmuck als von „zweitklassiger Qualität“. Zwei Paar Ohrringe von schlechter Verarbeitung deutet er ebenfalls als Grabbeigaben für eine im Kindesalter verstorbene Prinzessin von Sethos I. und Tausret.
Reeves spricht sich dafür aus, dass KV56 aufgrund der Grablage, des Typs und des Entwurfs in die späte 18. Dynastie einzuordnen sei.